# دوین (شهر باستانی)
دوین (به ارمنی: Դվին) (به یونانی: Δούβιος) شهری باستانی است که در اوایل قرون وسطی پایتخت ارمنستان بوده‌است. دوین پایتخت ارمنستان در زمان حکومت ایرانیان (۶۵۰–۴۲۸) و اعراب (۸۸۴–۶۵۰) بوده‌است. بنیانگذاری آن به خسرو سوم کوچک پسر تیرداد چهارم نسب داده می‌شود. دوین بر ساحل رود آزاد یا گارنی واقع شده بود.
دوین مرکز امارت ارمینیه در زمان چیرگی عرب‌ها بر منطقه بود. عرب‌ها دوین را دَبیل می‌نامیدند.

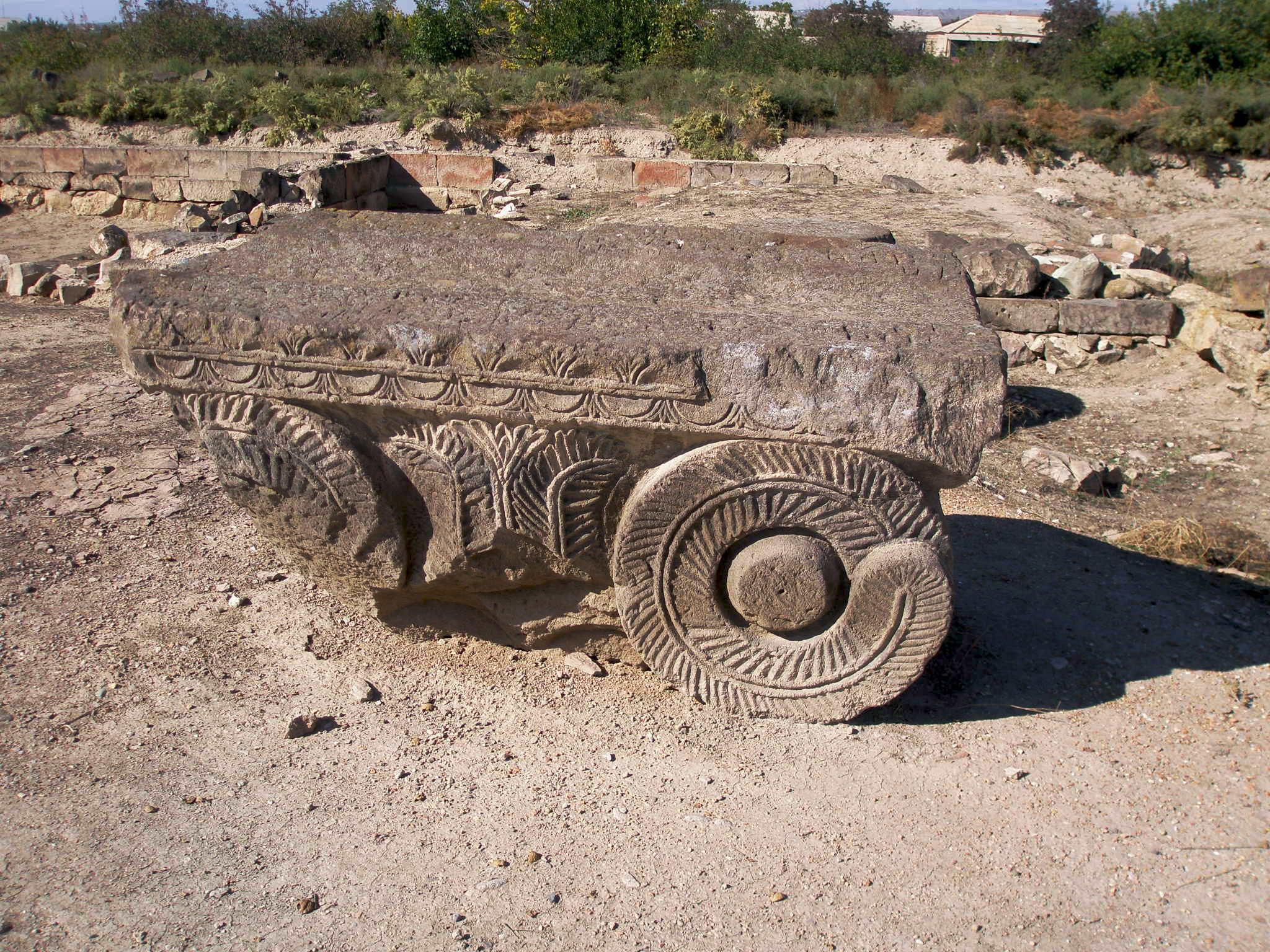
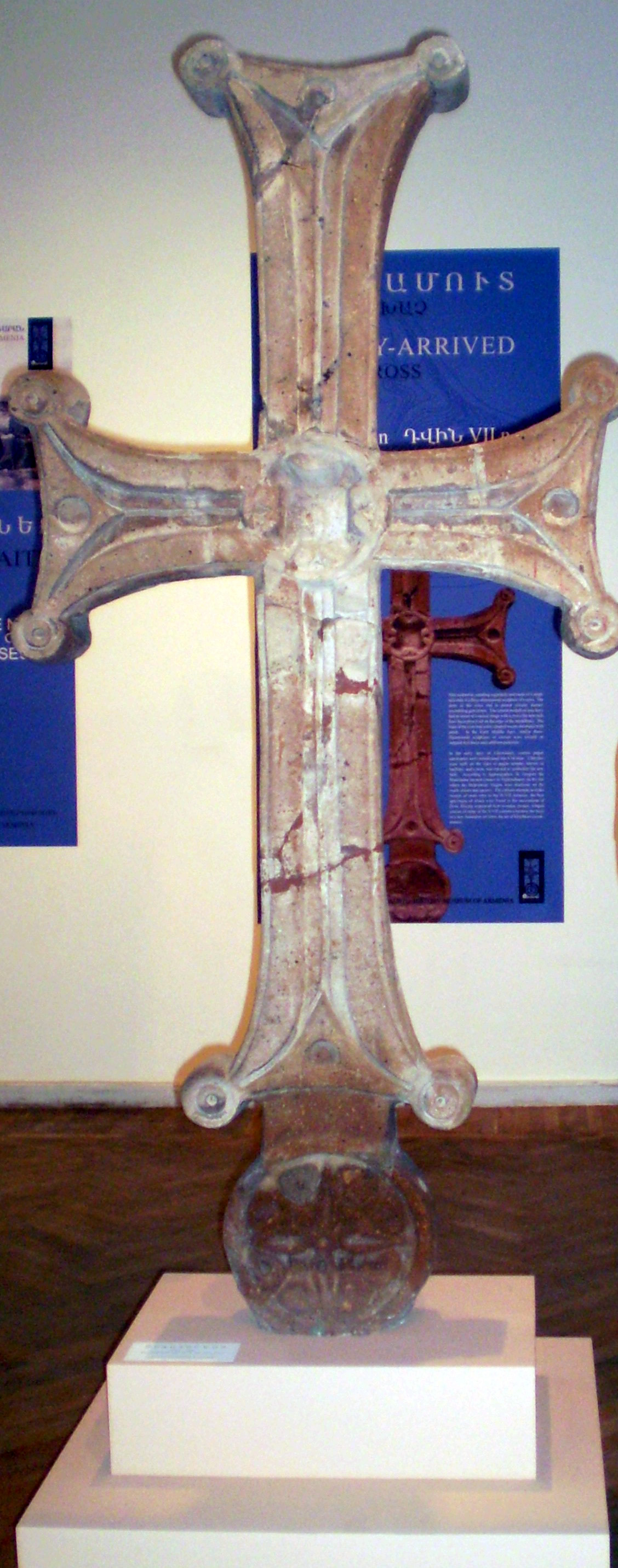